# Jamilena (kommunhuvudort)
Jamilena är en kommunhuvudort i Spanien.   Den ligger i provinsen Provincia de Jaén och regionen Andalusien, i den södra delen av landet, 300 km söder om huvudstaden Madrid. Jamilena ligger 746 meter över havet och antalet invånare är 3 384.
Terrängen runt Jamilena är kuperad. Runt Jamilena är det ganska glesbefolkat, med 43 invånare per kvadratkilometer. Närmaste större samhälle är Jaén, 11,2 km öster om Jamilena. Trakten runt Jamilena består till största delen av jordbruksmark.